# عصام الخفاجي
عصام الخفاجي (بالهولندية: Isam al Khafaji)‏ (مواليد 25 نوفمبر 1950، بغداد) سياسي ومؤرخ ومفكر يساري عراقي بارز.

## السيرة الذاتية
حاصل على شهادتي دكتوراه في الاقتصاد والعلوم الاجتماعية. قام بالتدريس في جامعة أمستردام،  وكان أستاذًا زائرًا وباحثًا مقيمًا في العديد من الجامعات المهمة مثل جامعة ييل،  جامعة نيويورك وجامعة براون.
كانت أطروحته الدكتوراه في جامعة أمستردام في عام 2002 بعنوان ولادات متعسرة.. العبور إلى الحداثة في أوروبا والمشرق.  في عام 2004، نشر هذا الكتاب باعتباره كتابًا حظي بتقدير كبير من قِبل الأكاديميين البارزين. قام بنشر أبحاث علمية باللغتين العربية والإنجليزية، وترجم بعضها إلى الفرنسية والألمانية، بالإضافة إلى مئات المقالات التي كتبها في صحف معروفة مثل الحياة والغارديان إلى جانب اقتباسها، في مقابلة مع صحيفة نيويورك تايمز، واشنطن بوست، بي بي سي،  العربية والجزيرة. الخفاجي باحث مساعد في معهد الشرق الأوسط في واشنطن. تم اختياره من قِبل برنامج الأمم المتحدة الإنمائي للإشراف على إنتاج سوريا لبرنامجها الأول للتنمية البشرية، وعمل كمستشار للبنك الدولي.
كان الخفاجي مشاركًا في مشروع «مستقبل العراق» قبل سقوط نظام صدام حسين، وكان المستشار العراقي الوحيد بدوام كامل لمبعوث الأمين العام للأمم المتحدة في عملية الانتقال من الإدارة الأمريكية إلى أيدي العراقيين.
في عام 2008، كان باحثًا في المعهد الهولندي للديمقراطية متعددة الأحزاب.

## أعماله
- ولادات متعسرة.. العبور إلى الحداثة في أوروبا والمشرق، نوفمبر 2004، (ردمك 978-1-86064-976-9)
- Al-Khafaji، Isam (2003). ""Iraq is Not a Lost Battle" an Interview with Isam al-Khafaji". Middle East Report ع. 228: 24–27. JSTOR:1559376.
- Al-Khafaji، Isam (2000). "The Myth of Iraqi Exceptionalism". Middle East Policy. ج. 7 ع. 4: 62–91. DOI:10.1111/j.1475-4967.2000.tb00179.x.